# Murugan

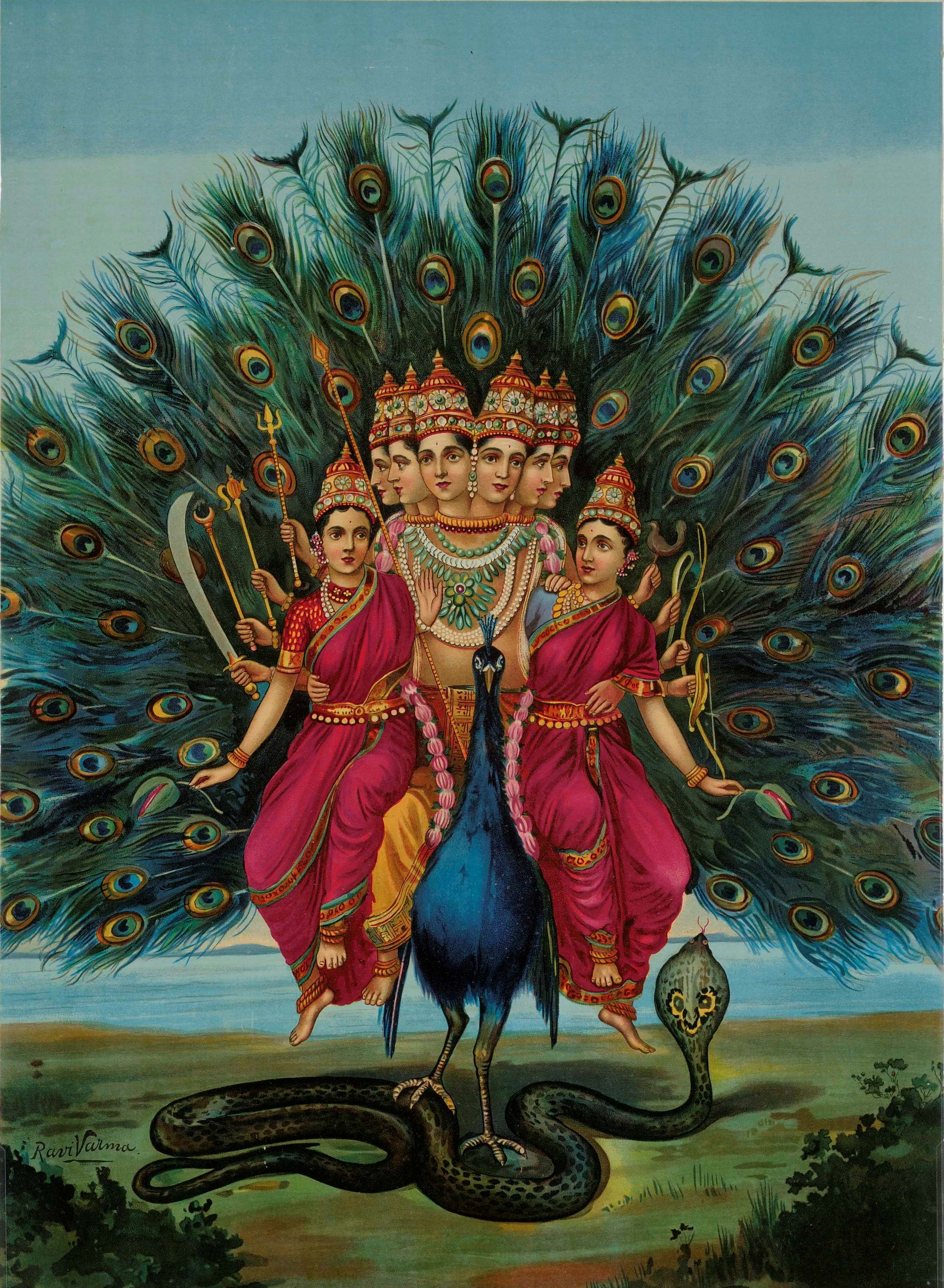
El déu Murugan a sobre del seu paó

Murugan o Kartikeya (també anomenat Subramanya, Skanda, Subramani, Muruga, Karthikeyan, Shanmughan i Shanmukha) és el déu hindú de la guerra, la victòria, la saviesa i l'amor. Ell és el comandant dels déus. Fill del déu Xiva i de Pàrvati, el seu germà és Ganeixa i les seves esposes són Valli i Deivayanai.
Murugan és adorat principalment en àrees amb influències tàmils, especialment el sud de l'Índia, Sri Lanka, Maurici, Malàisia, Singapur i l'illa de Reunió. Se'l representa amb una llança sagrada anomenada "Vel", tot i que també pot portar altres armes. Sovint se'l representa amb sis caps i el seu vahana (muntura) és el paó.